# Praxis mit Meerblick – Vatertag auf Rügen
Vatertag auf Rügen ist ein deutscher Fernsehfilm von Jan Ruzicka aus dem Jahr 2021. Es handelt sich um den elften Film der ARD-Reihe Praxis mit Meerblick mit Tanja Wedhorn als Ärztin Nora Kaminski in der Hauptrolle. Die deutsche Erstausstrahlung erfolgte am 26. März 2021 auf dem ARD-Sendeplatz Endlich Freitag im Ersten.

## Handlung
Die Ärztin Nora Kaminski wird zu einem Notfall am Strand gerufen, wo in einer Gruppe von Männern ein Mann namens Florian Becker zusammengebrochen ist. Dieser will sich jedoch nicht untersuchen lassen. Zwei Kinder brennen in einer Scheune illegal Schnaps, obwohl ihre Mutter ihnen dies nachdrücklich verboten hat, doch sie glauben, hiermit die Geldsorgen ihrer Mutter mindern zu können. Sie verkaufen den Wodka an wechselnden Standorten auf der Insel. Florian Becker kauft ihnen eine ganze Kiste ab, etwas später bricht er erneut zusammen. Nora wird zu einem anderen Notfall gerufen, wo eine Frau zusammengebrochen ist. Beide Patienten hatten zuvor Wodka von den Kindern gekauft und davon getrunken. Becker, der besonders viel von dem Wodka getrunken und dabei auch noch zusätzlich Amphetamine eingenommen hatte, ist vorläufig erblindet. Schnell ist bei beiden eine Methanolvergiftung diagnostiziert und dringend müssen nun alle, die von dem Wodka getrunken haben, ausfindig gemacht werden und sich sofort in ärztliche Behandlung begeben. Die nichts ahnenden Kinder verkaufen unterdessen immer weiter, unter anderem auch an die Gruppe um Noras Ex-Mann und seit neuestem wieder Affäre Peer, die am Vatertag trinkend unterwegs ist. Mit Hilfe eines Taxifahrers findet Nora zunächst die Kinder, klärt sie über die Gefahren ihres Produkts auf, befragt sie, wer alles bei ihnen Wodka gekauft hat, bringt sie nach Hause und begibt sich dann sofort auf die Suche nach Peer. Peer mag keinen Wodka und hat deshalb nichts davon getrunken, allerdings erwischt Nora ihn bei einer Annäherung mit einer jungen Frau in den Dünen. Sie will zunächst nicht mit ihm reden. Die Giftopfer können alle gefunden und versorgt werden. Nach Feierabend steigt Nora doch zu Peer ins Auto. Dieser sagt, wie leid es ihm tut, die beiden sagen einander, dass sie sich lieben, doch Nora ist sichtlich verletzt.
Die schwangere Mandy wird ins Krankenhaus eingeliefert und muss operiert werden. Der Muttermund muss verschlossen werden, um eine Frühgeburt zu verhindern. Ihr Freund Kai, Noras und Peers Sohn, hat eine wichtige mündliche Prüfung in seinem Jura-Studium in Berlin, die er mit Bravour besteht. Unmittelbar nach der Prüfung macht er sich sofort auf den Weg nach Rügen in die Klinik zu Mandy. Später erfährt er, dass sein Vater Peer den Prüfer gut kennt und dass es kein Zufall war, dass die Prüfungsfragen sich genau um die Themen drehten, die er noch am Vortag mit Peer gelernt hatte. Er ist entsprechend sauer auf seinen Vater, der sich die Welt immer zurechtbiegt. Dennoch stehen ihm mit seinen Top-Noten nun alle Karrierechancen offen und er denkt darüber nach, sein Referendariat in einer renommierten Großkanzlei in Vancouver zu machen. Allerdings will er Mandy mit dem Kind nicht allein lassen. Diese sagt aber eindeutig, dass sie mitkommen würde nach Vancouver.
Dr. Stresow, der nur halbtags in Noras Praxis arbeitet, muss sich dort um alles Mögliche kümmern, weil Mandy, ihre MFA, schwanger ausfällt und weil Nora ständig Notarzt-Schichten hat und Dr. Stresow in der Praxis allein lässt. Er droht mit einer Kündigung, wenn das so weiter geht. Nora bietet ihm schließlich eine Praxis-Partnerschaft an. Dr. Stresow ist einverstanden; er will tatsächlich mehr arbeiten, auch weil er sich privat von seiner Freundin etwas zu sehr vereinnahmt fühlt.
Dr. Heckmann wird derweil bei einem Spaziergang von einem Golfball am Kopf getroffen und läuft desorientiert durch die Landschaft, bis er von Kubatsky und Roswitha eingesammelt und in die Klinik gebracht wird. Er hat eine Amnesie, das MRT ist aber unauffällig und sein Gedächtnis kehrt schnell zurück.

## Produktionsnotizen
Die Dreharbeiten für Vatertag auf Rügen erstreckten sich unter den vorgegebenen Corona-Arbeitsschutzauflagen vom 20. Juni 2020 bis zum 21. Juli 2020. Als Schauplätze dienten Sassnitz, Prora und Ralswiek auf Rügen sowie Berlin.
Die beiden leiblichen Söhne Joschka und Theo von Tanja Wedhorn spielten im Film die Rollen von Luke und Ole Benz, die die gepanschte Wodka-Brause hergestellt und verkauft haben.